# Demy de Zeeuw
Demy de Zeeuw, född 26 maj 1983, är en nederländsk före detta professionell fotbollsspelare (mittfältare).

## Klubbkarriär
Efter att under juniortiden ha spelat för ett par lokala lag i hemstaden Apeldoorn debuterade de Zeeuw i Go Ahead Eagles säsongen 2001–2002. Under fyra säsonger spelade han 65 ligamatcher för klubben i den nederländska andradivisionen innan han värvades av Eredivisie-laget AZ Alkmaar inför säsongen 2005–2006. De Zeeuw tog omgående en plats i laget och spelade 26 ligamatcher första säsongen och sedan fler än 30 de nästkommande fyra. Säsongen 2008–2009 vann AZ ligan men det blev även de Zeeuws sista i klubben.
I juli 2009 skrev de Zeeuw på ett fyraårskontrakt med Ajax i en övergång som media uppskattade var värd cirka 7,5 miljoner euro. De Zeeuw vann den nederländska cupen för första gången när Ajax besegrade Feyenoord i finalen 2010.

## Landslagskarriär
De Zeeuw var med och vann U21-EM 2006 och debuterade sedan i det nederländska seniorlandslaget i mars 2007. Han deltog i EM 2008 och VM 2010.

### Webbkällor
- ”De Zeeuw”. vi.nl. http://www.vi.nl/Spelers/Speler/Demy-de-Zeeuw.htm. Läst 22 juni 2010.